# ماجد (مسلسل تلفزيوني)
ماجد (بالإنجليزية:Majid) هو مسلسل رسوم متحركة إماراتي من إنتاج ماجد للترفيه يتحدث عن خروج شخصيات مجلة ماجد إلى العالم الحقيقي حيث يوجهون الكثير من المواقف والمغامرات بدأ عرضه في 25 سبتمبر 2015 على قناة ماجد للأطفال والحلقة الواحدة تتألف من 11-21 دقيقة.

## الشخصيات
- ماجد
- كراملة
- كسلان
- فضولي
- امونة